# Dorema
Dorema es un género de plantas  pertenecientes a la familia Apiaceae. Comprende 25 especies descritas y de estas, solo 12 aceptadas.

## Taxonomía
El género fue descrito por David Don y publicado en Philosophical magazine, or annals of chemistry, ... 9: 47. 1831. La especie tipo es: Dorema ammoniacum D.Don	

## Especies
A continuación se brinda un listado de las especies del género Dorema aceptadas hasta septiembre de 2012, ordenadas alfabéticamente. Para cada una se indica el nombre binomial seguido del autor, abreviado según las convenciones y usos.
- Dorema aitchisonii Korovin ex Pimenov
- Dorema ammoniacum D.Don
- Dorema aucheri Boiss.
- Dorema aureum Stocks
- Dorema badhysi Pimenov
- Dorema balchanorum Pimenov
- Dorema glabrum Fisch. & C.A.Mey.
- Dorema hyrcanum Koso-Pol.
- Dorema karataviense Korovin
- Dorema kopetdaghense Pimenov
- Dorema microcarpum Korovin
- Dorema sabulosum Litv.